# Privatizações do governo Fernando Henrique Cardoso
O governo Fernando Henrique Cardoso (1995-2003) executou as maiores privatizações da história do Brasil. Durante este período, cerca de 78,6 bilhões de reais foram aos cofres públicos provenientes de privatizações. A venda de empresas estatais foi uma resposta do governo para impedir o agravamento da dívida pública. Porém, as privatizações não contiveram o aumento da dívida, que foi de 78 bilhões de dólares em 1996 para 245 bilhões em 2002.

## Setores privatizados
Durante o primeiro mandato de Fernando Henrique, que iniciou em 1º de janeiro de 1995 e terminou em 31 de dezembro de 1998, houve a privatização de oitenta empresas.

### Companhia Vale do Rio Doce
Em maio de 1997, o governo federal sob a presidência de FHC, privatizava a Companhia Vale do Rio Doce. O governo considerava que a gestão estatal da Vale tornava a empresa menos competitiva, com menor flexibilidade em razão da obediência à legislação de licitações, além da impossibilidade de a União realizar aportes de capital na empresa para realização de investimentos.
Fundada pelo Governo Federal em 1942, o governo fez uma oferta de uma parte da fatia acionária pertencente ao bloco de controle por 3,3 bilhões de reais , este valor corresponderia a quase 22 bilhões de reais atualmente, ou precisamente 21.920.374.410,00 em valores corrigidos pelo IPCA do período entre 1997 e 2020.
A venda do controle acionário de 41,73% das ações ordinárias da Vale foi concretizada em 6 de maio de 1997 em leilão realizado na Bolsa de Valores do Rio de Janeiro. O novo controlador da companhia foi o Consórcio Brasil, liderado pela Companhia Siderúrgica Nacional, de Benjamin Steinbruch, com 16,30% (R$ 1,3 bilhão); 10,43% (R$ 834,5 milhões) com a Litel Participações (fundos de pensão Previ, Petros, Funcef e Fundação Cesp); 10% (R$ 800 milhões) com a Eletron S/A (liderada pelo banco Opportunity); e 5% (R$ 400 milhões) com a Sweet River (Nations Bank). 
O controle acionário da Vale foi adquirido por por US$ 3 338 178 240 ou cerca de 3,3 bilhões de dólares, na ocasião, com um ágio de 19,99%,  representando menos de um quarto do capital total da empresa, antes pertencente à União, que representava 41,73% das ações ordinárias (com direito a voto) da empresa. A União manteve ainda 35,19% das ações ordinárias. As ações preferenciais (sem direito a voto) continuaram em mãos de acionistas privados. No dia da privatização ocorreu uma manifestação em frente e Bolsa de Valores do Rio de Janeiro que contou com cerca de 300 pessoas, segundo consta no livro que descreve a história da empresa.
O Consórcio Brasil criou a Valepar, que foi constituída em 9 de abril de 1997, com o objetivo, exclusivamente, de participar como acionista da Vale, da qual era controladora.
Em 2001, a CSN deixou a Vale, após uma operação de descruzamento de ações entre as duas companhias. Previ e Bradespar venderam ao Grupo Vicunha suas participações na CSN, enquanto a CSN vendeu sua participação na Vale ao Previ e à Bradespar.
Atualmente, a Vale do Rio Doce é uma das maiores empresas privadas do Brasil, com valor de mercado estimado em 53 bilhões de dólares. Os defensores da privatização alegam que a medida foi "benéfica", uma vez que hoje ela gera mais empregos ao país e mais impostos ao Governo Federal do que na época em que ainda era estatal. A empresa mantém cerca de sessenta mil pessoas empregadas e recolhe três bilhões de dólares em impostos ao ano. Em 2008, faturou 38,5 bilhões de dólares e foi responsável por metade do superávit primário do Brasil.
A privatização da Vale do Rio Doce é alvo de muitas críticas e polêmicas, que referem-se a acusações de propina durante o leilão, vícios no edital de venda e subvalorização, sendo o último considerado como um caso de crime de lesa-pátria. Em 2007, mais de cem ações judiciais questionando a venda estavam abertas. Muitas dessas ações acusam o Banco Nacional de Desenvolvimento Econômico, responsável pelas desestatizações, e Fernando Henrique de subvalorizar a companhia na época de sua venda. Em 2010, o ministro do Supremo Tribunal Federal, Gilmar Mendes suspendeu todas as ações judiciais para anular o processo de privatização. A suspensão ficará em vigor até que o Supremo se pronuncie definitivamente sobre o caso.
"A privatização da Vale do Rio Doce foi uma doação da empresa pública a um grupo privado. Fernando Henrique vendeu a Vale por menos do que o governador do Rio Grande do Sul, Antônio Britto, vendeu a Companhia de Energia Elétrica do Estado [CEEE]."— Senador Pedro Simon, dezembro de 2008.

### Telebrás
Em julho de 1998, ocorreu a privatização da Telebrás, sendo a maior da história brasileira. O governo federal arrecadou 22,058 bilhões de reais por 20% das ações que lhe pertencia e que representava o controle acionário da empresa. A Telebrás foi dividida em doze empresas, que foram leiloadas na Bolsa de Valores do Rio de Janeiro, sendo três grupos de telefonia fixa, oito de telefonia móvel e uma a longa distância.

#### Escândalo
Em 1999, o jornal Folha de S.Paulo obteve conversas gravadas por meio de grampo ilegal em telefones do BNDES, que levantaram suspeitas de que o presidente Fernando Henrique participou de uma operação para tomar partido de um consórcio no leilão da Telebrás. A Polícia Federal se negou a investigar o conteúdo das conversas, alegando que foram obtidas de forma ilegal e não teriam valor jurídico.
Na época, alguns especialistas defenderam o impeachment de FHC. Fábio Konder Comparato, professor de direito comercial da USP, e Celso Antônio Bandeira de Mello, professor da PUC-SP, afirmaram que o presidente cometeu crime de responsabilidade ao autorizar o uso de seu nome para pressionar o fundo de pensão Previ a se associar ao consórcio do Opportunity. Celso Bastos, por outro lado, então professor de direito constitucional da PUC, alegou que as irregularidades não eram graves o bastante para justificar um pedido de impeachment. Em maio de 1999, partidos governistas se uniram para impedir a instalação de uma CPI para investigar o caso. Incapaz de abrir inquérito contra o presidente, a oposição organizou protestos pelo impeachment, mas o caso não foi investigado.
O escândalo culminou na queda de Luiz Carlos Mendonça de Barros (ministro das Comunicações), André Lara Resende (presidente do BNDES), Pio Borges (vice-presidente do BNDES) e José Roberto Mendonça de Barros (secretário-executivo da Câmara de Comércio Exterior).

### Ferrovias
A privatização do setor ferroviário foi uma das alternativas para ''retomar os investimentos no setor ferroviário''. O governo de Fernando Henrique Cardoso concedeu linhas públicas para que a iniciativa privada pudesse explorar o transporte de cargas. No entanto, as concessionárias não se interessaram pelo transporte de passageiros, que foi quase totalmente extinto no Brasil.
Em 1994, a RFFSA possuía uma dívida de R$ 3 bilhões, boa parte vencida ou de curto prazo, e não vislumbrava possibilidade de equacionamento da mesma, ainda com um passivo trabalhista de R$ 1 bilhão.  As malhas regionais foram concedidas a iniciativa privada, através de leilões, entre 1996 e 1998, com as seguintes concessionárias assumindo sua gestão:
A Malha Centro-Leste da Rede Ferroviária Federal foi privatizada em leilão na Bolsa de Valores do Rio de Janeiro por R$ 316,9 milhões, para consórcio formado pela Companhia Vale do Rio Doce e outros sete integrantes. A Malha Sudeste, o mais movimentado trecho ferroviário federal brasileiro, foi privatizada na  Bolsa de Valores do Rio de Janeiro por R$ 888,9 milhões para a MRS Logística. A Malha Oeste foi leiloada por R$ 62,4 milhões para o consórcio Novoeste, liderado pelo Noel Group. A Malha Tereza Cristina foi leiloada por R$ 888,9 milhões. A Malha Sul foi leiloada por R$ 216 milhões e a Malha Nordeste por R$ 15,7 milhões. 
Em 1998, a RFFSA, já em fase de liquidação, incorporou a Ferrovia Paulista S.A. (FEPASA), ao que se seguiu, em dezembro desse ano, a privatização daquela malha por R$ 245 milhões. O transporte urbano de passageiros foi assumido pela CPTM.

### Energia
Foi aprovada a Emenda Constitucional n° 6/1995, durante o governo de Fernando Henrique Cardoso, permitindo que empresas de capital estrangeiro, mas que foram constituídas sob as leis brasileiras e cuja sede e administração se situem no Brasil, pudessem obter autorização ou concessão da União para a exploração de recursos minerais e os potenciais de energia hidráulica no Brasil.

#### Escelsa
Em 11 de julho de 1995, a Escelsa (Espírito Santo Centrais Elétricas S.A.) foi a primeira empresa a ser privatizada no governo Fernando Henrique Cardoso, tendo seu controle acionário transferido para o setor privado por R$ 357,92 milhões. O vencedor do leilão foi o consórcio Parcel, formado pelas empresas Iven S.A. e GTD Participações.

#### Light
Em janeiro de 1996, a Light foi dividida em duas companhias: LightRio, com base no Rio de Janeiro, e LightPar, com base em São Paulo.O objetivo era tornar a privatização da porção fluminense mais atrativa, pois esta estaria então livre da obrigação de uma dívida de US$ 1.240 milhões devida pela Companhia Elétrica de São Paulo (Eletropaulo). A Light distribuía cerca de 77% da energia elétrica no Estado do Rio de Janeiro.
A Light foi privatizada pelo programa federal de desestatização através de leilão na Bolsa de Valores do Rio de Janeiro, em 21 de maio de 1996, sem ágio, por US$ 2,26 bilhões, onde os compradores da empresa foram as empresas/consórcios:
- a maior parcela (34%) foi comprada pela estatal francesa Electricité de France (EDF) e pelas companhias americanas Houston Industries Energy e AES Corporation, cada uma com 11,35% de participação;[46]
- Companhia Siderúrgica Nacional (7,25%);[47]
- BNDESPar, com 9,14%[48]

A Eletrobrás manteve 30% da Light, de forma que a União ainda detinha 39,14% da empresa, ao se considerar as ações do BNDESPar.
Em janeiro de 2000, o BNDESPar vendeu aproximadamente 20,24% do capital total e ordinário da Light para a EDF. Em março de 2000, a EDF comprou participação 9,23% do BNDESPar por R$ 506,3 milhões, aumentando sua participação para 40%. 
Em 2001, a CSN vendeu sua participação à EDF e à AES por US$ 362 milhões.

#### Gerasul
Em dezembro de 1997, todo o parque gerador da Eletrosul passou a pertencer a outra empresa, a Centrais Geradoras do Sul do Brasil (Gerasul). Com isso, a Eletrosul transformou-se numa empresa de transmissão, alterando sua denominação para Empresa Transmissora de Energia do Sul do Brasil. A Gerasul foi vendida ao grupo franco-belga Tractebel em 15 de setembro de 1998 na Bolsa de Valores do Rio de Janeiro por 947 milhões de reais.

#### Distribuidoras
Entre 1997 e 1999, o governo federalizou as distribuidoras de Alagoas (Ceal), Piauí (Cepisa), Acre (Eletroacre), Rondônia (Ceron) e do interior do Amazonas (Ceam), no entanto a privatização só viria a ocorrer em 2018.
A Eletrobras celebrou acordos para a gestão compartilhada das empresas pertencentes aos governos do Mato Grosso do Sul (Enersul), Mato Grosso (Cemat), Paraíba (Saelpa), Rio Grande do Norte (Cosern), Maranhão (Cemar) e Pará (Celpa). As empresas foram privatizadas entre 1997 e 2000.
No período, governos estaduais também promoveram a privatização de suas empresas de energia. O governo de São Paulo desmembrou suas duas empresas de energia (a CESP e a Eletropaulo) em várias empresas para facilitar sua privatização.

### Bancos
Em 1992, havia 32 instituições bancária estaduais operando no país. Nesse ano, Banco Central publicou estudo sobre a má gestão e a ingerência política nessa rede, que prejudicavam a política monetária, o controle das contas públicas e a regulação do setor financeiro. Em 1992, o IPCA teve variação 1.119,1%.
Governos estaduais usavam seus bancos nas mais diversas tarefas orçamentárias e políticas, de empregar aliados políticos a conceder empréstimos favorecidos para a própria administração e para empresários aliados, além do uso eleitoral. Havia crédito de má qualidade, de difícil recebimento, ao financiar empreendimentos fracassados, ou emprestando para o próprio governo controlador.
Dentre os bancos estaduais existentes em 1996, dez foram extintos, seis privatizados pelos governos estaduais, sete federalizados para posterior privatização, cinco reestruturados com recursos do Proes e somente três não participaram da reestruturação.
Foram federalizadosː o Banco do Estado do Amazonas (BEA), Banco do Estado do Ceará (BEC), Banco do Estado de Goiás (BEG), Banco do Estado do Maranhão (BEM), Banco do Estado do Piauí (BEP) e Banco do Estado de Santa Catarina (BESC).
Em dezembro de 1997, o banco federal Banco Meridional foi privatizado em leilão realizado na Bolsa do Rio de Janeiro, com um ágio de 54,97% sobre o preço mínimo. O Banco Bozano, Simonsen venceu a disputa com um lance de R$ 265,66 milhões.
O Banco do Estado de São Paulo – Banespa, que era o principal banco de fomento de São Paulo, sofre intervenção do Banco Central e passa a ser gerido pelo Sistema de Regime de Administração Especial Temporário (RAET), que vigora até 27.11.1996, quando 51% das ações do estado de São Paulo são transferidas para o Governo Federal.
No dia 20 de novembro de 2000 é leiloado, sendo arrematado pelo Grupo Santander Central Hispano por R$ 7,05 bilhões, com ágio vai a 281%.
Em dezembro de 2001, o Itaú comprou o BEG (Banco do Estado de Goiás) por R$ 655 milhões, em leilão na Bolsa do Rio de Janeiro, com ágio de 121,14% sobre o preço mínimo.
O Bradesco adquiriu em leilão de privatização realizado na Bolsa de Valores do Rio de Janeiro o BEA (Banco do Estado do Amazonas) por R$ 182,14 milhões em janeiro de 2002.
As privatizações de alguns bancos só foram ocorrer no governo seguinteː caso do BEM (2004) e do BEC (2005). O BEP, o BESC e a Nossa Caixa foram incorporados pelo Banco do Brasil no final dos anos 2000.

## Críticas
Em dezembro de 2011, o livro A Privataria Tucana, do repórter Amaury Ribeiro Jr., acusa a chamada "Era das Privatizações", promovida pelo governo Fernando Henrique por intermédio de seu ministro do Planejamento, José Serra, de uma "verdadeira pirataria praticada com o dinheiro público em benefício de fortunas privadas, por meio das chamadas 'offshores', empresas de fachada do Caribe [...]".

## Pesquisas de opinião pública
Em 1994, uma pesquisa do Ibope sobre a privatização de bancos estaduais mostrou que 57% da população era favorável a privatização total ou parcial e 31% eram contrários. Em 1995, outra pesquisa do Ibope indicou que 43% dos brasileiros eram a favor das privatizações e 34% eram contra.
Em 1998, uma pesquisa da Latinobarómetro mostrou que metade dos brasileiros consideravam que as privatizações beneficiaram o país. O índice era superior a média dos países da América Latina (46%). O apoio caiu a partir daquele ano, chegando a 33% quando Lula assumiu a presidência. Segundo a pesquisadora, o apoio às privatizações voltou a crescer, atingindo seu pico em 2009, quando 50% eram favoráveis. Porém, uma pesquisa do Ibope divulgada em 2007 indicou o contrário. A pesquisa, que entrevistou mil eleitores, revelou que 62% dos eleitores eram contrários e 25% favoráveis.